# البرار (مناخة)

تعديل مصدري - تعديل

البرار هي إحدى قرى عزلة متوح بمديرية مناخة التابعة لمحافظة صنعاء، بلغ تعداد سكانها 332 نسمة حسب تعداد اليمن لعام 2004.